# Deux pianos
Deux pianos is een toekomstige Franse romantische dramafilm, geregisseerd en mede geschreven door Arnaud Desplechin. De hoofdrollen worden vertolkt door François Civil, Nadia Tereszkiewicz, Charlotte Rampling en Hippolyte Girardot.

## Verhaal
Mathias, een virtuoze Franse pianist die jarenlang in Azië woonde, keert terug naar zijn geboortestad Lyon waar zijn vroegere mentor Elena hem overhaalt om mee te werken aan een reeks concerten. Zijn leven neemt een vreemde wending wanneer hij in een park een jongen ontmoet die zijn dubbelganger lijkt te zijn. Deze leidt Mathias naar Claude, een vrouw van wie hij ooit hartstochtelijk hield en wiens terugkeer de toch al kwetsbare mentale toestand van Mathias dreigt te destabiliseren.

## Rolverdeling
| Acteur              | Personage      |
| ------------------- | -------------- |
| François Civil      | Mathias Vogler |
| Nadia Tereszkiewicz | Claude         |
| Charlotte Rampling  | Elena          |
| Hippolyte Girardot  |                |

## Productie
Op 30 september 2024 kondigde Arte France Cinéma aan dat het samen met Why Not Productions de film Une affaire, geregisseerd door Arnaud Desplechin, zou coproduceren,, die zich afspeelt in Lyon, met François Civil in de hoofdrol als een virtuoze pianist. In juni 2025 werd gemeld dat de titel werd gewijzigd in Deux pianos.

### Filmopnames
De filmopnames gingen op 18 oktober 2024 van start in Lyon. Er werd onder andere gefilmd in het metrostation Parilly en de straten van Vieux Lyon. De opnames werden in december 2024 afgerond.

## Release
Deux pianos zal op 11 september 2025 in première gaan op het Internationaal filmfestival van Toronto.